# Ginásio Ópera
O Ginásio Ópera é uma associação cultural sem fins lucrativos que promove o estudo e a divulgação da ópera em Portugal.Associação cultural e artística destinada ao estudo e divulgação da ópera entendida como espaço de reunião de todas as artes.
Fundado no início do ano de 2001, tem desenvolvido intensa atividade, estando esta longe de se esgotar na esfera do teatro musical. Como o próprio nome faz supor, a intervenção pedagógica junto de públicos muito variados é um dos seus objetivos prioritários.
A produção do Rigoletto de Verdi na Madeira (2001), onde há mais de três décadas não se realizava um espetáculo de ópera, as temporadas de Ópera Vídeo(desde 2003), a produção da versão original e integral da ópera Der Kaiser von Atlantis de Viktor Ulmann, no Convento dos Capuchos, em Almada (2008), e no CCB (2009), a Grande Gala de Ópera(a maior até hoje realizada em Portugal) na abertura da Festa do Avante de 2009, o projeto Solidarte lançado no final do ano de 2009 com uma gala no Fórum Lisboa, os ciclos de concertos e recitais comentados, são algumas das suas principais realizações.
O apoio a jovens artistas portugueses, proporcionando-lhes espaço de atuação, tem sido uma das prioridades da ação cultural levada a cabo por esta instituição.
Em 2008 foi criada a Orquestra Sinfónica do Ginásio Ópera que desde essa data tem atuado em várias cidades de Portugal sendo o músico japonês Kodo Yamagishi o seu maestro titular.
O Ginásio Ópera é, desde a sua fundação, presidido por João Maria de Freitas Branco, e foi oficialmente reconhecido como instituição de relevância cultural pelo Ministério da Cultura (2007).